# Ulpiano Vergara
Ulpiano Vergara Díaz (San José, Los Santos, 7 de julio de 1948) es un acordeonista y compositor panameño de música típica de dicho país, líder y fundador del Conjunto Ulpiano Vergara y Los Distinguidos. Es también conocido por su alias «El Mechi Blanco».

## Biografía
Vergara nació el 7 de julio de 1948 en Las Tablas, Panamá. Sus padres son Abraham Vergara y Mercedes Díaz de Vergara. Lleva ya más de 40 años de trayectoria por lo que se convierte en una de las figuras más reconocidas de Panamá. Se inició en los acordeones desde los seis años de edad. Su primer mentor fue su hermano mayor, Hernán Vergara.
Su conjunto ha estado conformado con muchos artistas, entre ellos Domingo "Mingo" Cedeño, Dalys Villarreal, Franklin Vergara (hermano), Lucho de Sedas, Elita Delgado, entre otros.  Su trayectoria comenzó desde muy pequeño cuando tocó su primer baile en San Miguel, pueblo vecino a San José. Luego  cursó sus estudios secundarios en el Instituto Nacional de la Ciudad de Panamá, donde participó en el conjunto folclórico de la profesora Petita Escobar, donde tuvo la oportunidad de viajar al exterior y con las ganancias que obtuvo compró sus primeros instrumentos.
Se casó con Dania González en 1974, con quien tiene tres hijos, que también se dedican a la música folclórica panameña: Ulpiano, Dania María y Randy.

## Discografía
- A su casa no vuelvo más nunca
- Amor en Secreto - Compositor Nicolás Aceves Núñez
- Amarte Fue mi error - Compositor Moisés Delgado
- Alguien como tu - Compositor Sergio Cortés
- Alguien te extraña - Compositor Christian Cedeño
- Amores prohibidos - Compositor Keylet Bultron
- Añorando tus besos - Compositor Keylet Bultron
- Añoranzas del amor - Compositor Carlos Cedeño arreglos de Ulpiano Vergara
- Angelito de Cristal - Compositor Nicolás Aceves Núñez
- Aventura Traicionera - Compositor Nicolás Aceves Núñez
- Camino Equivocado
- Chiquita Linda
- Circunstancias del Amor
- Como Quisiera - Compositor Erick Jaén
- Con las manos en la masa
- Conmigo lo olvidas
- Corazón malvado
- Cuando Bese Tus Labios
- Cuando Mires Hacia Atrás - Compositor Rodrigo González
- Dama Y Parrandera - Compositor Rodrigo González
- Dame un consejo amigo - Compositor Celso Quintero Jr. "Celsito"
- De nada vale llorar - Compositor Christian Cedeño
- De rodillas ante ti
- Decídete amarme
- Desde aquella noche - Compositor Moisés García
- Dime con quien duermes
- Dos amores - Compositor Celso Quintero / Padre
- El amor de mi vida - Compositor Sergio Cortés
- El Burrito Galan - Compositor Nicolás Aceves Núñez
- El dolor de un hombre - Compositor Omar Bultrón
- El lenguaje del amor - Compositor Nicolás Aceves Núñez
- El sueño de mi vida - Juan Carlos Rodríguez
- En el nombre del amor - Compositor Omar Bultrón
- Enamorado solito
- Esta Vida Para Amarte - Compositor Nicolás Aceves Núñez
- Esclavo de tus besos - Compositor Edgar Hurtado
- Falso sentimiento - Compositor Celso Quintero Jr. "Celsito"
- Fantasía de un amor - compositor Omar Bultrón
- Fiesta de mi pueblo
- Gotitas De Amor -Celso Quintero Jr. "Celsito"
- He Decidido Olvidarte - Compositor Edward Cedeño
- Imposible dejarla de querer - Compositor Nicolás Aceves Núñez
- Indesiciones - Compositor Omar Bultrón
- Ingratitudes - Compositor Félix Barrios - Arreglos -Carlos Cedeño
- Jamás te olvidaré
- Jugaste con mi vida
- La Ajena -Compositor Félix Barrios - Arreglos - Carlos Cedeño
- La Diosa del Amor
- La Historia de Don Manuel - Compositor Nicolás Aceves Núñez
- La Muneca Que Canta - Compositor Nicolás Aceves Núñez
- La Mujer Panamena - Compositor Nicolás Aceves Núñez
- La Vida sin Ti - Compositor Rodrigo González
- Lamentos del alma - Compositor  Carlos Cedeño
- Lenguaje del Amor - Compositor Nicolás Aceves Núñez 2014
- Lindo Sufrimiento - Compositor Santiago chago Gutiérrez
- Munequita a Piel Canela- Autor Aceves Nunez
- Marcas de Amor - Compositor Christian Cedeño
- Malagradecida
- Más que una aventura
- Katania en el festival - Carolina Alonso de Pérez
- Mejor me voy - Compositor Eury De la Rosa
- Mientras que exista el amor
- Mi Amante Fiel - Compositor Ariosto Nieto
- Mi Amor Sagrado - Compositor Nicolás Aceves Núñez
- Mi Linda Historia de Amor
- Mi más grande amor - Compositor Nicolás Aceves Núñez
- Mi Tormento - Compositor Bolívar Gonzalez
- Mi viejo corazón - Compositor Carlos Cedeño
- Mil maneras de olvidarte - Compositor Roberto Carlos Castillo
- Mujer Caprichosa - Compositor Omar Bultrón
- Muñeca Sin Alma
- Muñequita
- No juegues con el amor
- No juegues con ella
- No más querida - Compositor Ariosto Nieto
- No me vuelvas a buscar
- No me vuelvo a enamorar
- No mires hacia atrás
- No Quiero que te vayas
- No te vayas de mi lado - Compositor Moises Delgado
- Nos invade el ayer - Compositor Celso Quintero / Padre
- Océano de Placer - Compositor Nicolás Aceves Núñez
- Olvídame - Compositor Félix Barrios -  Arreglos - Carlos Cedeño
- Paso a paso  - Compositor Carlos Cedeño
- Pasión Escondida - Compositor Nicolás Aceves Núñez
- Penas
- Perturbadora Sensación - Compositor Nicolás Aceves Núñez
- Para Cuando Te Cases Conmigo - Compositor Nicolás Aceves Núñez
- Polígamo del amor - Compositor Nicolás Aceves Núñez
- Por culpa del amor
- Por ella
- Por la ausencia de tus besos - Compositor Nicolás Aceves Núñez
- Por qué fue
- Por qué me abandonaste - Compositor Santander Martínez
- Porqué me miran con malos ojos
- Porque No Llega El Amor
- Princesa del Amor - Compositor Nicolás Aceves Núñez
- Quiero Olvidarla - Compositor Héctor TOTI Cedeño
- Regresa conmigo
- Respeta el pacto querida -Compositor Ariosto Nieto
- Retar a tus recuerdos
- Salvemos nuestro Amor - Compositor Junier Muñoz
- San Jose Mi Terra Linda - Compositor Nicolás Aceves Núñez 2015
- Se acorta mi existir - Compositor Juan Carlos Rodríguez
- Se fue y me dejó
- Secreto Inconfesable  - Compositor Omar Bltron
- Senderito de amor
- Sentimientos de culpa
- Si el Mar se volviera Ron - Compositor Lisandro Mesa
- Sigo Enamorado
- Silencios Que Lastiman
- Si llegaras a quererme  - Compositor Carlos Cedeño
- Sin dejar de amarnos- Compositor Christian Cedeño
- Sin rumbo fijo - Compositor Omar Bultrón
- Sin plata y sin mujer - Compositor Moisés Delgado
- Solo me queda seguir
- Sueño y realidad
- Sufre y llora
- Sufrido amor - Compositor Nicolás Aceves Núñez
- Sagrado Amor - Compositor Nicolás Aceves Núñez
- Te Acordaras - Compositor Celso Quintero / Padre
- Te extraño - Compositor Félix Barrios - Arreglos - Carlos Cedeño
- Te fuiste sin avisar -Compositor Junier Muñoz
- Te Perdí por descuidado - Compositor Junier Muñoz
- Tierno amor  -Compositor Félix Barrios - Arreglos - Carlos Cedeño
- Triste condena
- Triste despedida - Compositor  Rodrigo González
- Tu no tienes corazón - Compositor Junier Muñoz
- Un Amor sin Condición - Compositor Juan Carlos Rodríguez
- Un Lindo Sueño  - Compositor Carlos Cedeño
- Un sufrimiento más - Compositor  Carlos Cedeño
- Vivo para quererte
- Vivencias del amor - Compositor Rubencito Villarreal
- Y Todavía Te Quiero - Compositor Nicolás Aceves Núñez
- Ya es muy tarde - Compositor Eury de La Rosa
- Ya no me interesas - Compositor Nicolás Aceves Núñez